# Parasqualidus maii
Parasqualidus maii är en fiskart som beskrevs av Tôhei Doi 2000. Parasqualidus maii ingår i släktet Parasqualidus och familjen karpfiskar. Inga underarter finns listade i Catalogue of Life.